# Alpaida latro
Alpaida latro là một loài nhện trong họ Araneidae.
Loài này thuộc chi Alpaida. Alpaida latro được Johan Christian Fabricius miêu tả năm 1775.